# 棉纺新村
棉纺新村是位于中華人民共和國上海市普陀區歷史上的一個住宅區，它东起光新路，西至汉阴路，南起石泉路，北至华池路。占地2.36万平方米，建筑面积共约1.66万平方米。
棉纺新村建造之前當地為农田以及十余间簡陋房屋。1956年，统益、崇信、华阳、鼎鑫、申二、申九、信和莽棉纺织厂在當地投资建造住宅區，由於這些都是棉纺廠，所以建成後的住宅區也叫做棉纺新村。第一期建成了25
幢砖木结构二层楼房，1967年又建成5幢三层楼房。1970年再建成2幢三层楼房。2003年起开始动迁，最終棉纺新村的舊房屋全部拆除，棉纺新村同時廢除。現當地是一個名為宝华城市之星的新住宅區。